# باشگاه فوتبال هنگ کنگ رنجرز
باشگاه فوتبال هنگ کنگ رنجرز یک باشگاه فوتبال در کشور هنگ کنگ می‌باشد که در لیگ برتر فوتبال هنگ کنگ بازی می‌کند. این باشگاه در سال ۱۹۵۸ تأسیس شده‌است.